# Hans Mosesson
Hans Kristoffer Mosesson (født 1. august 1944 i Stockholm, død 25. oktober 2023 i Göteborg) var en svensk skuespiller, sceneinstruktør og musiker.

## Biografi
Mosesson voksede op på Lidingö og tog sin uddannelse i Växjö. Han gik på Kungliga Sjökrigsskolan og var med på en langtur med skoleskibet HMS Älvsnabben (M01). Mosesson begyndte med studentteater da han studerede medicin i Lund, men afbrød studierne for at starte som musiker og skuespiller i det frie teater og proggbandet Nationalteatern, som han også var med til at grundlægge. Mellem efteråret 2008 og foråret 2010 medvirkede han i SVTs dramaserie Andra Avenyn, hvor han spillede Per-Erik Björn.
I årene 2001 til 2015 spillede han rollen som ICA-købmanden Stig i deres reklamefilm. Han medvirkede sammenlagt i 512 afsnit af reklamen og blev meget tæt knyttet til rollen. Senere medvirkede han i Radioteatern samt i SVTs dramaserie Jordskott.
Den 28. juli 2015 var Mosesson sommervært i Sveriges Radios program Sommar i P1.

### Familie
Mosesson var far til tre sønner, blandt andet journalisten Måns Mosesson. Desuden var han morbror til snowboarderen Hampus Mosesson. Han boede i Hovås sammen med sin hustru Carola Pfeiffer Mosesson.

## Udvalgt filmografi
- Jane Horney (tv-serie, 1985)
- Hem till byn (tv-serie, 1990)
- Kurt Olsson - Filmen om mit liv som mig selv (1990)
- Polisen och pyromanen (tv-serie, 1996)
- Juloratoriet (1996)
- Tre kronor (tv-serie, 1998)
- Nul tolerance (1999)
- Cleo (tv-serie, 2002, kun stemme)
- Lilla Jönssonligan på kollo (2004)
- Kommissionen (tv-serie, 2005)
- Jordskott (tv-serie, 2015)
- Sølykken (tv-serie, 2018-2023)
- We Got This (tv-serie, 2020)

## Teater

### Roller (ikke komplet)
| År   | Rolle | Produktion                                                   | Instruktion   | Teater                 |
| ---- | ----- | ------------------------------------------------------------ | ------------- | ---------------------- |
| 1997 | Avram | Spelman på taket Jerry Bock, Sheldon Harnick og Joseph Stein | Georg Malvius | Stockholms stadsteater |

## Lydbøger
Indtalte lydbøger for Radioföljetongen og Radionovellen Sveriges Radio:
- 2017: Fiskarmännen af Chigozie Obioma
- 2022: Paradiset af Abdulrazak Gurnah